# Bennison Island
Bennison Island är en ö i Australien. Den ligger i delstaten Victoria, omkring 170 kilometer sydost om delstatshuvudstaden Melbourne.
Runt Bennison Island är det mycket glesbefolkat, med 4 invånare per kvadratkilometer. Genomsnittlig årsnederbörd är 1 301 millimeter. Den regnigaste månaden är juni, med i genomsnitt 181 mm nederbörd, och den torraste är januari, med 57 mm nederbörd.